# 제1회 DMZ국제다큐영화제
제1회 DMZ국제다큐영화제는 2009년 10월 22일에 열린 시상식이다.

## 수상 및 후보

### 국제경쟁 - 흰기러기상
- 반유대주의에 대한 보고서 / 데퍼메이션 - 요아브 샤밀 수상

### 국제경쟁 - 심사위원 특별상
- 나이지리아의 검은 진주 - 샌디 시오피 수상

### 특별상 - 관객상
- 경계도시 2 - 홍형숙 수상

### 특별 언급
- 모스니의 해변 - 닉키 고건 외1명 수상

### 국제경쟁
- 경계도시 2 - 홍형숙
- 쿠킹 히스토리 - 페테르 케레케스
- 반유대주의에 대한 보고서 / 데퍼메이션 - 요아브 샤밀
- 끝나지 않은 여정 - 탕 쉬앙 추
- 나의 이웃, 나의 킬러 - 앤 아기온
- 모스니의 해변 - 닉키 고건 외1명
- 슬링샷 힙합 - 잭키 살로움
- 구름 뒤의 태양 - 리투 사린
- 나이지리아의 검은 진주 - 샌디 시오피

### DMZ 초이스
- 사랑의 10가지 조건 - 제프 다니엘스
- 납치의 연대기 - 누릿 케다르
- 무화과 나무 / 피그 트리 - 존 그레이슨
- 굿 바이, 하우 아 유? - 보리스 미티치
- 다니엘 바렌보임과 평화의 오케스트라 - 파울 슈마크츠니
- 대통령에게 보내는 편지 - 페트 롬
- 순수는 모든 것을 이긴다 - 욘 방 칼슨
- 심판- 국제형사재판소의 투쟁 - 파멜라 예이츠
- 거침 없는 여자들 / Rough Aunties - 킴 론지노트
- 디스 이즈 레바논 - 일리느 라헤브
- 우리가 사는 방식 / 디 웨이 위 겟 바이 - 아론 고뎃

### 스페셜 포커스
- 오토 메이트 - 마틴 마레첵
- 빅 존 - 하바드 버스트네스
- 호텔 사하라 - 베티나 하젠
- 이상한 나라의 매기 - 에스터르 마르틴 베르그스마르크 외1명
- 벌레의 흔적 / 곤충의 소리 - 피터 리슈티
- 평양의 미국인들 / 평양의 뉴욕 필하모닉 - 아옐렛 헬러
- 레드 채플 - 매즈 브루거
- 서울 트레인 - 리사 슬리스 외2명
- 웰컴 투 노스 코리아! - 린다 아블론스카
- 요덕 스토리 - 안드레 피딕
- 키발리나의 바다 제방 - 지나 아바테마르코
- 베를린의 토끼 - 바르토슈 코노프카
- 사이드 바이 사이드 - 크리스티안 쇤데르비 옙센
- Wagah - 수프리요 센 외1명
- 벽 - 시몬느 비톤
- 벽을 따라서 - 패트릭 쟝
- 벽의 도시, 바그다드 - 가이스 압둘 아하드 외1명
- 붉은 사원에서 생긴 일 - 파라 듀리니
- 붉은 오일 - 루신다 브로드번트
- 나블루스의 두 학교 - 톰 에반스 외1명
- 나블루스로의 귀환 - 톰 에반스 외1명

### 글로벌 비전
- 비틀 - 이샤이 오리언
- 그들만의 세상 - 잔프란코 로시
- 블라인드 러브 - 유라이 레호츠키
- 발리 해변의 카우보이들 - 아밋 버마니
- 맨 온 와이어 - 제임스 마쉬
- 레이크스 미술관의 새 단장 - 우카 후겐데이크
- 망각 / 엘 올비도 - 헤디 허니그만
- 프로디걸 선스 - 킴벌리 리드
- 셉템버 이슈 - R.J. 커틀러
- 셰익스피어와 빅토르 위고가 만나는 곳 - 유레네 올라이졸라
- 예스맨 프로젝트 - 앤디 비츨바움 외2명
- 좀비 걸 - 저스틴 존슨 외2명

### 한국 스펙트럼
- 개청춘 - 반이다
- 하늘 연어 - 김정인
- 우에노에서 곤니찌와 - 그림
- 앞산전 - 김지현
- 레즈비언 정치도전기 - 홍지유 외1명
- 버라이어티 생존토크쇼 - 조세영